# Шестернёва, Елена Алексеевна
Елена Алексеевна Шестернёва (18 декабря 1999, Рудня, Смоленская область) — российская футболистка, нападающая московского «Динамо». Игрок сборной России.

## Биография
Воспитанница ДЮСШ станицы Каневской (Краснодарский край), первый тренер — Андрей Матусевич. Впоследствии выступала за команду «Ураган» (Краснодар) и за младшие составы «Кубаночки». Становилась лучшим бомбардиром первенства Краснодарского края среди девушек. В 2017 году забила 15 голов в первой лиге России за «Кубаночку-М» и вошла в топ-10 бомбардиров турнира.
С 2016 года выступала за основной состав «Кубаночки». Дебютный матч в высшей лиге России сыграла 29 апреля 2016 года против «Россиянки», заменив на 73-й минуте Екатерину Братко. В первых своих двух сезонах была игроком замены, с 2018 года играет в стартовом составе. В 2016 году со своим клубом стала финалисткой Кубка России. Первый гол в высшей лиге забила 4 августа 2018 года в ворота ЦСКА. Всего в сезоне 2018 года забила 4 гола и стала одной из лучших бомбардиров клуба (наряду с Насибой Гасановой). В 2019 году стала бронзовым призёром чемпионата России, сыграв за сезон в 18 из 20 матчей своеё команды.
В 2020 году перешла в петербургский «Зенит». Стала автором первого гола клуба в чемпионате России, 1 августа 2020 года в матче против ЦСКА (1:2). Бронзовый призёр чемпионата России 2021 года и чемпионка России 2022 года. В январе 2023 года перешла в московское «Динамо». 25 марта и 11 ноября 2023 года оформила два хет-трика, оба — в ворота «Рязани-ВДВ».
Выступала за юношескую и молодёжную сборную России. В 2019 году в составе студенческой сборной России стала бронзовым призёром Универсиады, сыграв на турнире 4 матча. 17 июня 2019 года сыграла дебютный матч за национальную сборную против команды Чехии, заменив на 85-й минуте Нелли Коровкину.